# Zollberg
De Zollberg is een 2225 m.ü.A. hoge berg in de Ötztaler Alpen in de Oostenrijkse deelstaat Tirol.
De berg ligt ten zuidoosten van Jerzens in het Pitztal in de Geigenkam, een subgroep van de Ötztaler Alpen. De Zollberg vormt het uiteinde van een bergkam die vanaf de Hochzeiger (2560 m.ü.A.) in westelijke richting verloopt. De Zollberg wordt veelal beklommen bij een tocht naar de top van de Hochzeiger en is via een makkelijke wandeltocht te bereiken. In de winter voert de sleeplift Zollberg de skiërs vanaf de bergweide Jerzer Alpe (1990 m.ü.A.) naar de bergrug tussen de toppen van de Zollberg en de Hochzeiger.
,